# دیوید گرانت (بازیکن فوتبال، زاده ۱۹۶۰)
دیوید گرانت (انگلیسی: David Grant؛ زادهٔ ۲ ژوئن ۱۹۶۰) بازیکن فوتبال اهل بریتانیا است.
از باشگاه‌هایی که در آن بازی کرده‌است می‌توان به باشگاه فوتبال شفیلد ونزدی، باشگاه فوتبال مکلسفیلد تاون، باشگاه فوتبال آکسفورد یونایتد، باشگاه فوتبال چسترفیلد، باشگاه فوتبال روچدیل، باشگاه فوتبال بوستون یونایتد، و باشگاه فوتبال کاردیف سیتی اشاره کرد.